# Его зовут Никак
«Его зовут Никак» или «Его зовут Никто» (иер. трад. 無名小卒, упр. 无名小卒, кант.-рус.: Моу мин сиу чхют, англ. His Name Is Nobody) — гонконгский комедийный фильм режиссёра и сценариста Карла Мака. Гонконгская премьера состоялась 16 августа 1979 года.

## Сюжет
Никак — уличный мальчишка без имени, от которого отказались, когда он родился. Однажды он встречает Мошенника, который берёт парня к себе в ученики и обучает его воровству и боевым искусствам. Позже обоих вербует брат Мошенника, Лысый, чтобы те расправились с Пином, профессиональным убийцей. Мошенник и Никак планируют воспользоваться привязанностью Пина к женщинам и используют жену Лысого для соблазнения Пина. Тем не менее, план не срабатывает, и Пин убивает жену Лысого. Никак встречает мастера боевых искусств Ку по прозвищу Железное Сердце, который также берёт парня к себе в ученики. Пин убивает Ку, после чего Никак и Мошенник противостоят Пину в драке.

## В ролях
- Лау Кавин[англ.] — Никак
- Дин Сэк[англ.] — Мошенник
- Лён Каянь — Железное Сердце Ку
- Чун Фат[англ.] — Пин
- Мэг Лам[кит.] — жена Лысого
- Лам Чинъин — человек в чёрном парике
- Карл Мака — Лысый

## Съёмочная группа
- Компания: Sharp Films Company
- Исполнительный продюсер: Гай Лай
- Режиссёр: Карл Мака
- Ассистент режиссёра: Чю Ятхун[кит.]
- Сценарист: Карл Мака
- Постановка боевых сцен: Лау Кавин[англ.], Лам Чинъин, Билли Чань
- Монтажёр: Тони Чау
- Дизайнер по костюмам: Хо Сиучхюнь
- Грим: Чань Винъи
- Оператор: Мэнни Хо

## Кассовые сборы
Гонконгский кинотеатральный прокат проходил с 16 по 29 августа 1979 года. За четырнадцать дней показов кассовые сборы фильма составили 2 917 346,2 HK$.